# Eurata xanthosoma
Eurata xanthosoma là một loài bướm đêm thuộc phân họ Arctiinae, họ Erebidae.